# لیتیم آلومینات

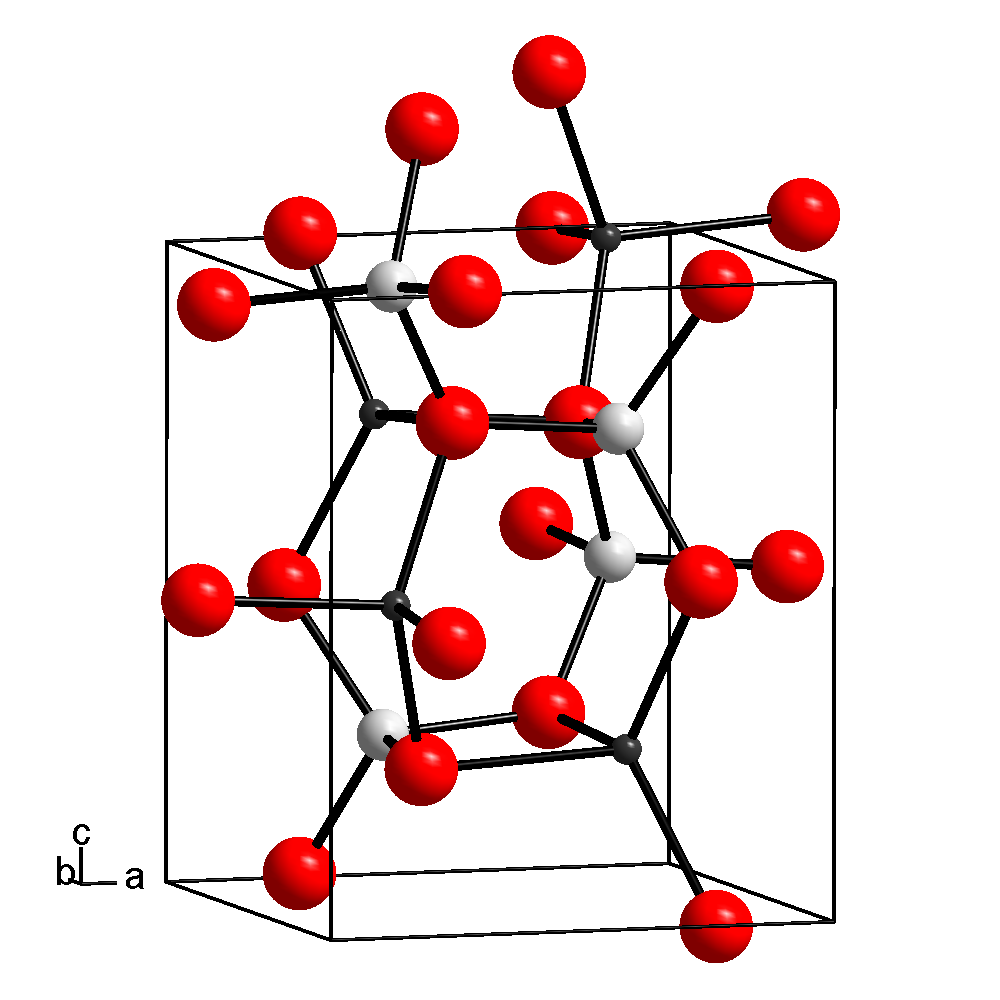
ساختار لیتیم آلومینات

لیتیم آلومینات (به انگلیسی: Lithium aluminate) یک ترکیب شیمیایی با شناسه پاب‌کم ۱۲۳۲۶۸ است. شکل ظاهری این ترکیب، پودر بلورین سفید است.